# Hérodion
Pour l’article homonyme, voir Hérodion de Patras.
L’Hérodion  (en hébreu : הרודיון, en arabe : هيروديون) est une colline artificiellement exhaussée, haute de 91 mètres, en forme de cône tronqué. Elle ressemble à un volcan, ou à un sein de femme selon Flavius Josèphe. Elle se situe à 6,4 km au sud-est de Bethléem et à 758 mètres d'altitude. Elle abrite les ruines d'un palais fortifié construit par le roi Hérode Ier le Grand.  L'intérieur de la colline est creusé de multiples citernes, reliées entre elles par un labyrinthe de passages souterrains. L'équipe d'archéologues chargée de la fouille du site a annoncé y avoir retrouvé le tombeau du roi Hérode. Le site de l'Hérodion est classé parc national (Herodion National Park) et dépend de la Direction de la Nature et des Parcs (Israël).

## L'Hérodion à l'époque d'Hérode
La construction du palais-forteresse
Selon Flavius Josèphe, l'Hérodion fut édifié sur le lieu même où Hérode remporta une rude bataille contre les Asmonéens et Parthes en 40 av. J.-C.. Bâti suivant un plan circulaire, ses murs, hauts de 12 mètres, étaient flanqués d'une grosse tour ronde (16 mètres de haut) située à l'est et de trois bastions semi-circulaires au nord, au sud, et à l'ouest. Un rempart de pierre et de terre renforçait la base de la forteresse. Un escalier souterrain de 200 marches conduisait à l'intérieur de l'édifice qui renfermait en son sein un palais doté d'un jardin à colonnades et de bains à la romaine. Les murs des salles étaient décorés de stuc et de fresques, les sols pavés de mosaïques. L'Hérodion dominait une ville construite au pied nord de la colline.

### Sa destruction
L'Hérodion, fait partie avec Massada et Machéronte, des trois dernières places fortes détenues par les combattants juifs, après la conquête de Jérusalem par les légions romaines en 70. Hérodion fut conquise et détruite par les Romains en 71.

## Fouilles

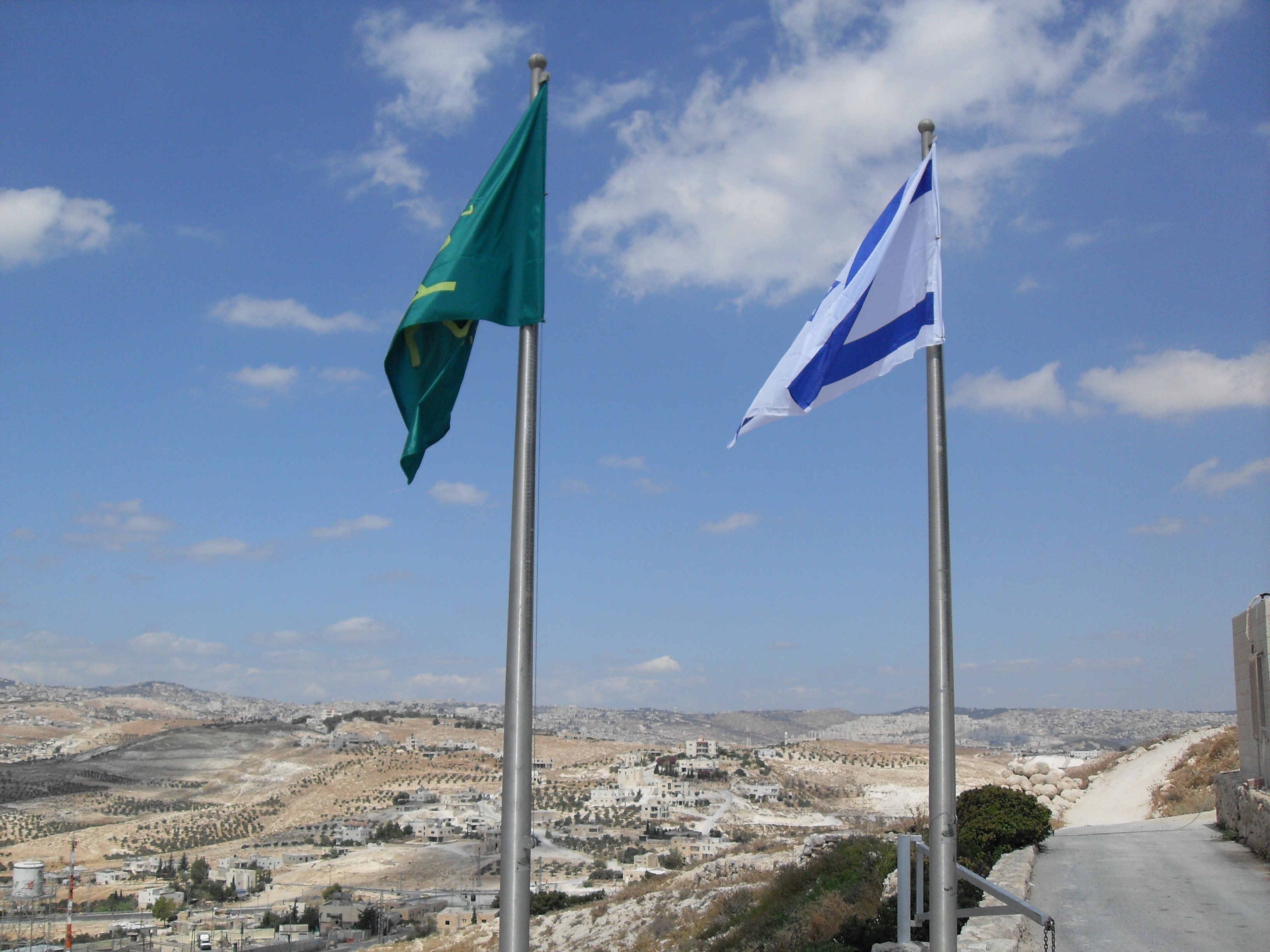
Le paysage aride de Judée du haut de l'Hérodion.

L'Hérodion est signalé dès 1480 par Félix Fabri, un moine dominicain qui y reconnaissait une forteresse des croisés. Un premier plan du site est dressé en 1738 par Richard Pococke. L'identification avec le bâtiment décrit par Flavius Josèphe n'est toutefois certaine qu'à partir des travaux d'Edward Robinson dans les années 1830. Les premières fouilles commencent en 1850 et sont l'œuvre de Félicien de Saulcy. Les années 1870-1880 connaissent d'autres fouilles avant qu'une longue interruption ne laisse le site dans l'ombre. Ce n'est qu'en 1962 en effet que des fouilles archéologiques reprennent. Dirigées par le père Virgilio Corbo du Studium Biblicum Franciscanum à Jérusalem, elles se concentrent sur le sommet du site. Par la suite Ehud Netzer commença ses recherches à partir de 1972. Elles ont d'abord fouillé les bâtiments à la base de la colline. Au printemps 2007, l'équipe de fouille a annoncé avoir retrouvé dans l'édifice sommital les fragments d'un grand sarcophage de grande qualité qui a été interprété comme étant celui d'Hérode. En 2007, l'équipe d'Ehud Netzer a repéré un tombeau à mi-hauteur du tertre, qu'elle considéra comme celui d'Hérode. Des blocs de pierre, restés intacts, servaient d'assise au mausolée, bâti à flanc de coteau.

## La piscine de l'Hérodion

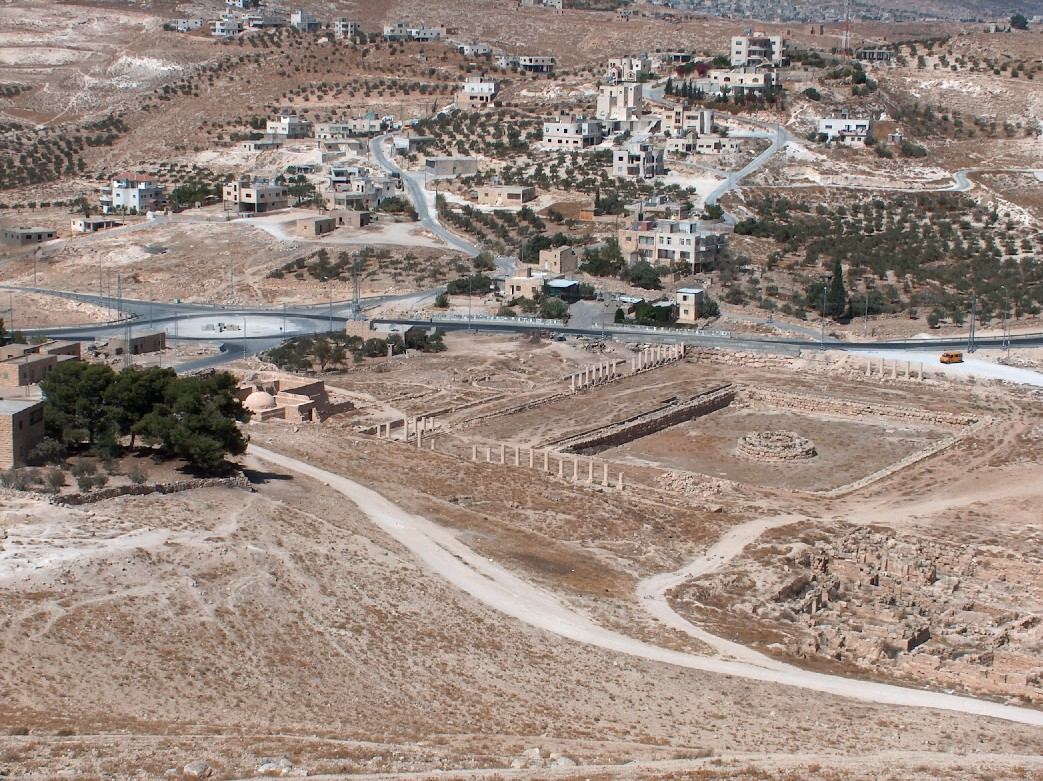
La piscine au pied de l'Hérodion.

Cette piscine de très grande taille (72 × 46 m) est située au pied de la colline, au nord, est bordée d'un portique à colonnades. En son milieu, une île était surmontée d'une construction circulaire. Elle servait à la fois de réserve d'eau et de bassin d'agrément pour s'y baigner, ou même pour y faire flotter des bateaux. La profondeur du bassin était de 3 m. 
Elle était alimentée par un aqueduc depuis les piscines de Salomon.

### Sources antiques
- Flavius Josèphe, La guerre des Juifs, I, 21, 10.

### Ouvrages archéologiques
- Ernest-Marie Laperrousaz, Trois Hauts Lieux de Judée : L'Hérodium, Massada et Qoumrân, Paris-Méditerranée, 2001
- Ehud Netzer, Greater Herodium, QEDEM, Monographs of the Institute of Archaeology, Jérusalem, 1981.